# 12295 Tasso
12295 Tasso (1991 PE3) là một tiểu hành tinh vành đai chính được phát hiện ngày 2 tháng 8 năm 1991 bởi E. W. Elst ở Đài thiên văn Nam Âu.